# Feuer-Büffel
Der Feuer-Büffel (Dingchou, chinesisch 丁丑, Pinyin dīngchǒu) ist das 14. Jahr des chinesischen Kalenders (siehe Tabelle 天支 60-Jahre-Zyklus). Es ist ein Begriff aus dem Bereich der chinesischen Astrologie und bezeichnet diejenigen Mondjahre, die durch eine Verbindung des vierten Himmelsstammes (丁,  dīng, Element Feuer und Yīn) mit dem zweiten Erdzweig (丑,  chǒu), symbolisiert durch den Büffel (牛,  niú), charakterisiert sind.
Nach dem chinesischen Kalender tritt eine solche Verbindung alle 60 Jahre ein. Das letzte Feuer-Büffel-Jahr begann 1997 und dauerte wegen der Abweichung des chinesischen vom gregorianischen Kalenderjahr vom 7. Februar 1997 bis 27. Januar 1998.

## Feuer-Büffel-Jahr
Im chinesischen Kalenderzyklus ist das Jahr des Feuer-Büffels 丁丑dīngchǒu das 14. Jahr (am Beginn des Jahres: Feuer-Ratte 丙子 bǐngzǐ 13).
| Liste der Feuer-Büffel-Jahre des 60-Jahres-Zyklus (Ende des Zyklus – bei Zählung vom 1. Regierungsjahr Huángdì) (Beginn des Zyklus – bei Zählung vom 61. Regierungsjahr Huángdì)            |              |              |              |              |              |              |              |              |              |              |
| Zykl. | 0            | 1            | 2            | 3            | 4            | 5            | 6            | 7            | 8            | 9            |
| 0 | 2684 v. Chr. | 2624 v. Chr. | 2564 v. Chr. | 2504 v. Chr. | 2444 v. Chr. | 2384 v. Chr. | 2324 v. Chr. | 2264 v. Chr. | 2204 v. Chr. | 2144 v. Chr. |
| 10 | 2084 v. Chr. | 2024 v. Chr. | 1964 v. Chr. | 1904 v. Chr. | 1844 v. Chr. | 1784 v. Chr. | 1724 v. Chr. | 1664 v. Chr. | 1604 v. Chr. | 1544 v. Chr. |
| 20 | 1484 v. Chr. | 1424 v. Chr. | 1364 v. Chr. | 1304 v. Chr. | 1244 v. Chr. | 1184 v. Chr. | 1124 v. Chr. | 1064 v. Chr. | 1004 v. Chr. | 944 v. Chr.  |
| 30 | 884 v. Chr.  | 824 v. Chr.  | 764 v. Chr.  | 704 v. Chr.  | 644 v. Chr.  | 584 v. Chr.  | 524 v. Chr.  | 464 v. Chr.  | 404 v. Chr.  | 344 v. Chr.  |
| 40 | 284 v. Chr.  | 224 v. Chr.  | 164 v. Chr.  | 104 v. Chr.  | 44 v. Chr.   | 17           | 77           | 137          | 197          | 257          |
| 50 | 317          | 377          | 437          | 497          | 557          | 617          | 677          | 737          | 797          | 857          |
| 60 | 917          | 977          | 1037         | 1097         | 1157         | 1217         | 1277         | 1337         | 1397         | 1457         |
| 70 | 1517         | 1577         | 1637         | 1697         | 1757         | 1817         | 1877         | 1937         | 1997         | 2057         |
| 80 | 2117         | 2177         | 2237         | 2297         | 2357         | 2417         | 2477         | 2537         | 2597         | 2657         |
| Hinweis: Die laufende Nr. des Zyklus ergibt sich aus der Zeilen-Nr. addiert mit der Spalten-Nr. Beispiel: Das Feuer-Büffel-Jahr des 35. Zyklus (Zeile 30 + Spalte 5) entspricht 584 v. Chr. |              |              |              |              |              |              |              |              |              |              |